# Bustan al-Basza
Bustan al-Basza (arab. بستان الباشا) – miejscowość w Syrii, w muhafazie Latakia. W 2004 roku liczyła 1603 mieszkańców.